# 왕저우위
왕저우위(중국어: 汪周雨, 병음: Wang Zhōuyǔ, 한자음: 왕주우, 1994년 5월 13일~)는 중화인민공화국의 역도 선수이다. 2020년 하계 올림픽 여자 헤비급에서 금메달을 획득했으며 세계 선수권 대회 2회 우승을 달성했다.